# Nava Mau
Nava Mau, née le 14 mai 1992 à Mexico, est une actrice, cinéaste, écrivaine et productrice mexicaine transgenre. Elle est notamment connue pour son apparition dans les séries télévisées Generation de HBO Max et Mon petit renne de Netflix.

## Biographie
Née à Mexico, elle grandit à San Antonio dans l'état du Texas et Oakland, en Californie. Son père est conseiller et comptable.
Elle obtient un bachelor en Arts, linguistiques et sciences cognitives au Pomona College.

## Carrière
Elle travaille 8 ans dans le domaine culturel et communautaire où elle se spécialise tout d'abord en tant qu'assistante juridique auprès des immigrants victimes de violences. Par la suite, elle travaille comme conseillère dans le domaine du bien-être mental et émotionnel, en plus de mener un travail de plaidoyer pour les survivants de violences LGBTQ.
En 2019, elle réalise son premier court métrage, Waking Hour, inspiré de ses propres expériences amoureuses. Elle y interprète le rôle principal : Sofia, une jeune femme transgenre qui rencontre Isaac, un homme hétérosexuel et cisgenre.
En 2020, elle est sélectionnée comme chargée de production pour le documentaire Netflix Disclosure et travaille comme productrice sur le court métrage Work, présenté en première au Sundance Festival. Elle produit également les courts métrages Sam's Town et Lovebites.
En 2021, elle joue un rôle récurrent dans la série télévisée Generation, diffusée sur HBO Max.
En 2024, elle est à l'affiche de la mini-série Netflix Mon petit renne. Elle y incarne le rôle de Teri, la petite amie du protagoniste Donny Dunn,. La série, qui a débuté comme une pièce de théâtre au Festival Fringe d'Édimbourg, compte sept épisodes et est saluée par la critique. Elle réalise également le doublage de son personnage en version espagnole.

## Vie privée
Elle est une femme transgenre et a joué un personnage transgenre dans la plupart des productions sur lesquelles elle a travaillé.

## Filmographie

### En tant que réalisatrice

#### Courts métrages
2019 : Waking Hour : Sofia

### En tant qu'actrice

#### Courts métrages
- 2019 : Femenina de Ilana G Mittleman : Nina
- 2020 : Sam's Town de Emilia Quinton : Natasha
- 2022 : Work d'April Maxey : Lola

#### Télévision
- 2021 : Generation : Ana (16 épisodes)
- 2024 : Mon petit Renne : Teri (6 épisodes)
- 2025 : You : Une policière